# Julien Denormandie

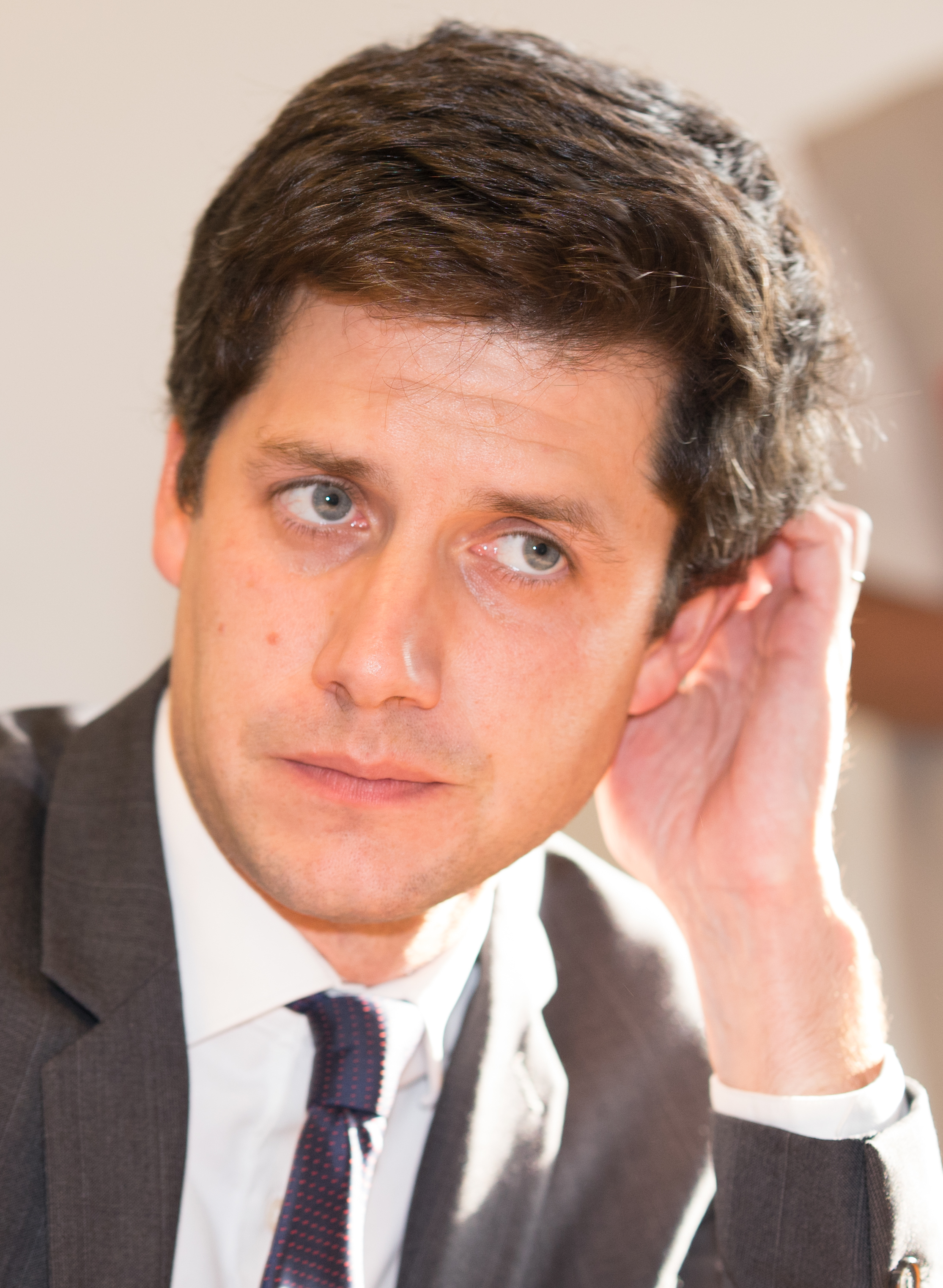
Julien Denormandie, 2018

Julien Denormandie (* 14. August 1980 in Cahors, Département Lot) ist ein französischer Politiker der Partei La République en Marche (LREM). Von Juli 2020 bis Mai 2022 amtierte er als Minister für Landwirtschaft und Ernährung im Kabinett Castex.

## Werdegang
Denormandie absolvierte ein Studium an der École nationale du génie rural, des eaux et des forêts (ENGREF; Land-, Wasser- und Forstingenieurwesen) sowie ein MBA-Studium am Collège des ingénieurs. Anschließend wurde er 2004 als Beamter in den Staatsdienst aufgenommen, wo er zunächst im Finanzministerium für Außenhandelsbeziehungen zuständig war. Von 2008 bis 2010 war er als Wirtschaftsberater in der französischen Botschaft in Ägypten eingesetzt. Anschließend war er Berater des Finanzministers Pierre Moscovici und der Außenhandelsministerin Nicole Bricq. Von 2014 bis 2016 war er stellvertretender Büroleiter von Emmanuel Macron, als dieser Wirtschaftsminister war.
Im März 2016 verließ Denormandie den Staatsdienst und wurde stellvertretender Generalsekretär der von Emmanuel Macron gegründeten politischen Bewegung En Marche. Er war treibende Kraft im Wahlkampf für Macron für die Präsidentschaftswahl 2017 sowie im Wahlkampf von dessen Partei La République en Marche für die darauffolgende Parlamentswahl. Im Kabinett Philippe II war Denormandie ab Juni 2017 Staatssekretär im Ministerium für den territorialen Zusammenhalt, ab Oktober 2018 beigeordneter Minister für Städtebau und Wohnungswesen. Unter Premierminister Jean Castex wurde er am 6. Juli 2020 zum Minister für Landwirtschaft und Ernährung ernannt.
Denormandie ist mit Cécile Ophèle verheiratet und hat vier Kinder.